# Нижньосироватська сільська територіальна громада
Нижньосироватська сільська територіальна громада — територіальна громада в Україні, в Сумському районі Сумської області. Адміністративний центр — село Нижня Сироватка.
Площа громади — 165,8 км², населення — 6039 мешканців (2018).
Утворена 2 вересня 2016 року шляхом об'єднання Нижньосироватської і Старосільської (Червоненської) сільських рад Сумського району.
19 липня 2020 року, в результаті адміністративно-територіальної реформи та ліквідації Сумського району(1923—2020), громада увійшла до складу новоутвореного Сумського району.

## Населені пункти
До складу громади входять 5 сіл: Барвінкове, Вишневе, Гірне, Нижня Сироватка та Старе Село.

## Див.також
Обстріли Нижньосироватської сільської громади